# Waverly (Iowa)
Waverly is een plaats (city) in de Amerikaanse staat Iowa, en valt bestuurlijk gezien onder Bremer County.

## Demografie
Bij de volkstelling in 2000 werd het aantal inwoners vastgesteld op 8968.
In 2006 is het aantal inwoners door het United States Census Bureau geschat op 9347, een stijging van 379 (4.2%).

## Geografie
Volgens het United States Census Bureau beslaat de plaats een oppervlakte van
29,7 km², waarvan 28,9 km² land en 0,8 km² water. Waverly ligt op ongeveer 297 m boven zeeniveau.

## Plaatsen in de nabije omgeving
De onderstaande figuur toont nabijgelegen plaatsen in een straal van 20 km rond Waverly.